# Jaltomata cajacayensis
Espèce
Classification phylogénétique
Jaltomata cajacayensis (également appelée musho en quechua) est une espèce de plantes à fleurs de la famille des Solanaceae originaire du Pérou. Son nom provient du district de Cajacay, où elle fut reconnue en tant que nouvelle espèce par le botaniste Thomas Mione.
Jaltomata cajacayensis est un arbrisseau vivace pouvant atteindre 1,1 m de hauteur. Ses fleurs sont d'un vert blanchâtre et ses fruits sont des baies orange à maturité, rondes et mesurant entre 5 et 9 mm de diamètre,. Ils sont sucrés et consommés crus par les populations locales, qui ne les cultivent pas mais les laissent croître à côté de leurs champs,. Les feuilles et les fleurs sont utilisées au Pérou pour faire un thé utilisé contre les maux de ventre et la diarrhée ou pour la régulation du cycle menstruel.